# Ctimene flavifrons
Ctimene flavifrons är en fjärilsart som beskrevs av W. Warren 1906. Ctimene flavifrons ingår i släktet Ctimene och familjen mätare. Inga underarter finns listade i Catalogue of Life.